# Brian Wilson (album)
A Brian Wilson A The Beach Boys után szólókarrierbe fogott Brian Wilson debütáló albuma, ami 1988-ban jelent meg.

## Számlista
Minden dal Brian Wilson szerzemény, kivéve ahol jelölve van. 
| 1.  | Love And Mercy                                          | 2:56 |
| 2.  | Walkin' The Line (Wilson, Nick Laird-Clowes)            | 2:38 |
| 3.  | Melt Away                                               | 3:01 |
| 4.  | Baby Let Your Hair Grow Long                            | 3:18 |
| 5.  | Little Children                                         | 1:49 |
| 6.  | One For The Boys                                        | 1:50 |
| 7.  | There's So Many                                         | 2:47 |
| 8.  | Night Time (Wilson, Andy Paley)                         | 3:39 |
| 9.  | Let It Shine ((Wilson, Jeff Lynne))                     | 3:58 |
| 10. | Meet Me In My Dreams Tonight (Wilson, Paley, Andy Dean) | 3:07 |
| 11. | Rio Grande (Wilson, Paley)                              | 8:12 |

## Helyezések
| Év   | Lista         | Pozíció |
| ---- | ------------- | ------- |
| 1988 | Billboard 200 | 54      |